# Cyprianus (költő)
Cyprianus (Gallia, 5. század eleje) ókeresztény költő.
Személyéről semmit nem tudunk. Heptateukhosz című költeményének 5500 hexametert kitevő fennmaradt része az ószövetségi könyvekkel foglalkozik, feltehető, hogy a teljes mű az egész Ószövetséget dolgozta fel verses formában. Kérdéses, hogy a Coena Cypriani is az ő műve-e, több kutató a keletkezését Cyprianus koránál jóval korábbra teszi. A Sodoma című verse (167 hexameter), valamint a Jónás című költeménye (105 hexameter) Szodoma, Gomorra és Ninive pusztulását ecseteli.